# Musée du Cenacolo di San Salvi
Le musée du Cenacolo di San Salvi est un espace muséal installé dans le réfectoire et les pièces annexes (galerie, lavabo, cuisine) de l'ancien couvent attenant à l'église San Michele in San Salvi de Florence.

## Œuvres
L'œuvre principale qui nécessita l'installation d'un musée, complété par d'autres éléments artistiques religieux, est la fresque monumentale du Cenacolo di Andrea del Sarto du mur du fond du réfectoire.
- Andrea del Sarto, Noli me tangere

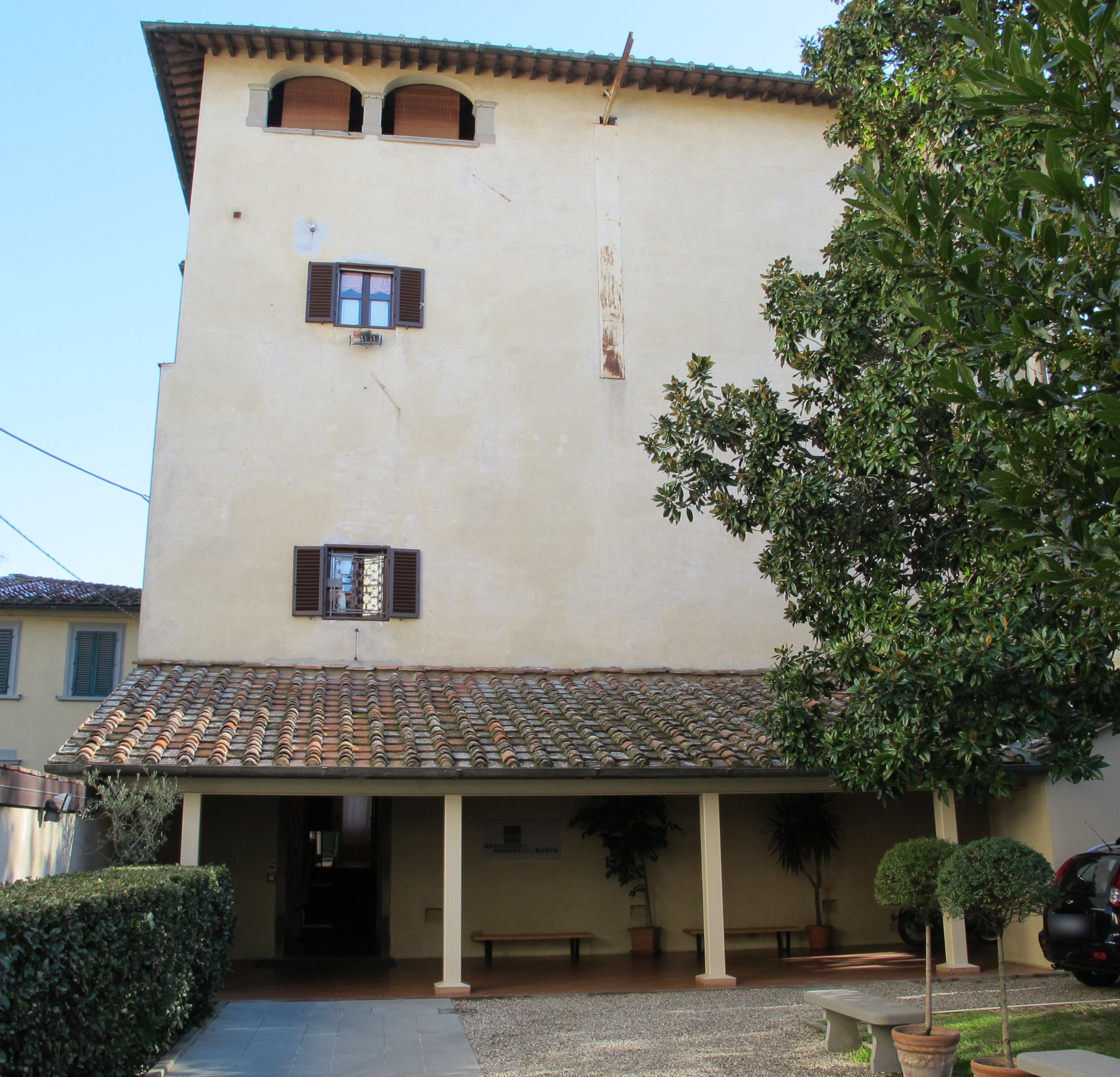
Entrée du musée par les bâtiments annexes.

- Jacopo Pontormo : fresques et peintures sur toile
- Benedetto da Rovezzano, le lavabo
- Cosimo Gamberucci, La samaritana al pozzo
- Antonio del Ceraiolo
- Ridolfo Ghirlandaio, Nativité
- Benedetto da Rovezzano : fragments du monument funéraire à saint Jean Gualbert (1507-1513) pour la Badia a Passignano (endommagé par les troupes ayant saccagé Florence).

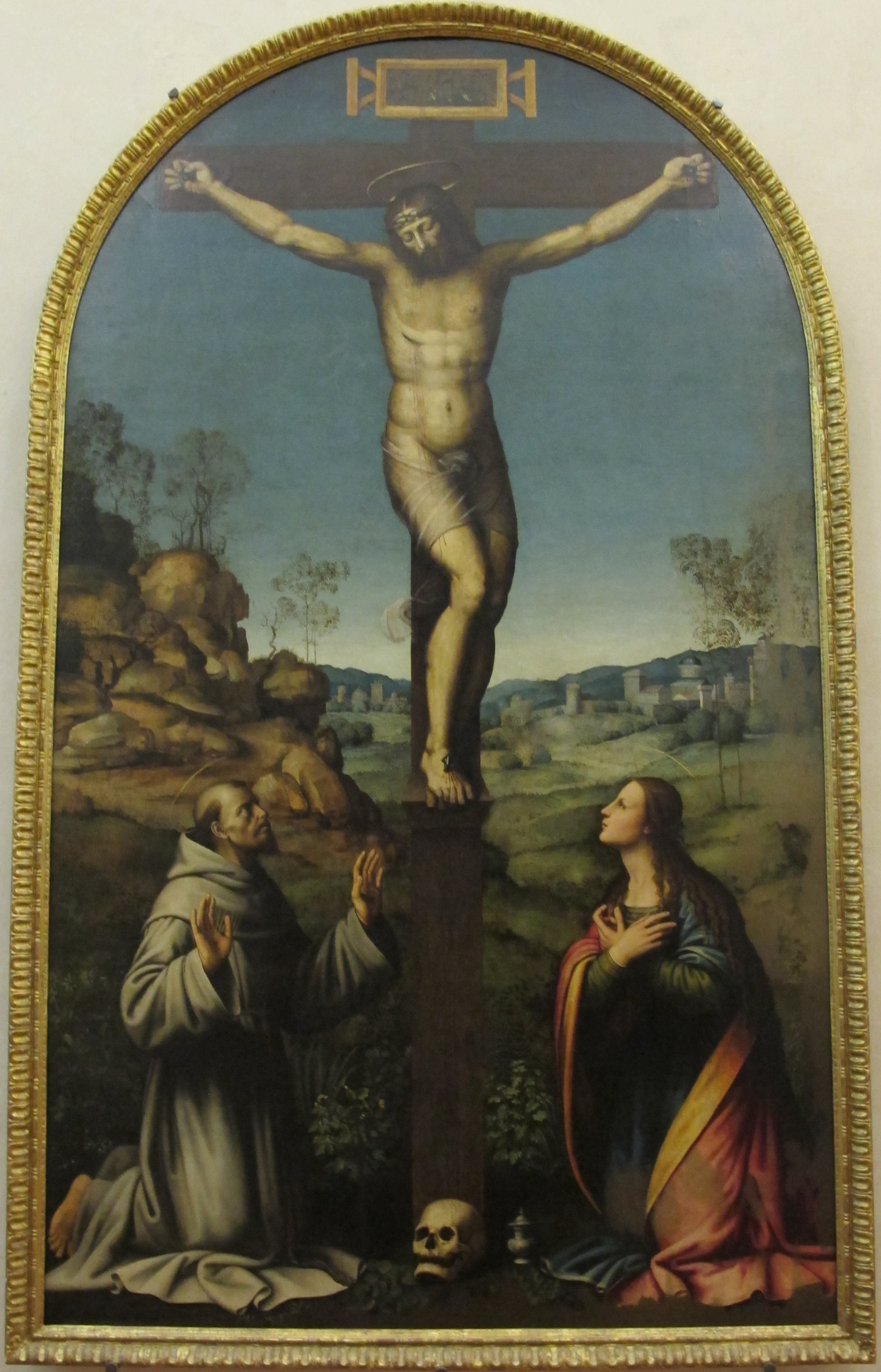
Crucifixion d'Antonio del Ceraiolo.
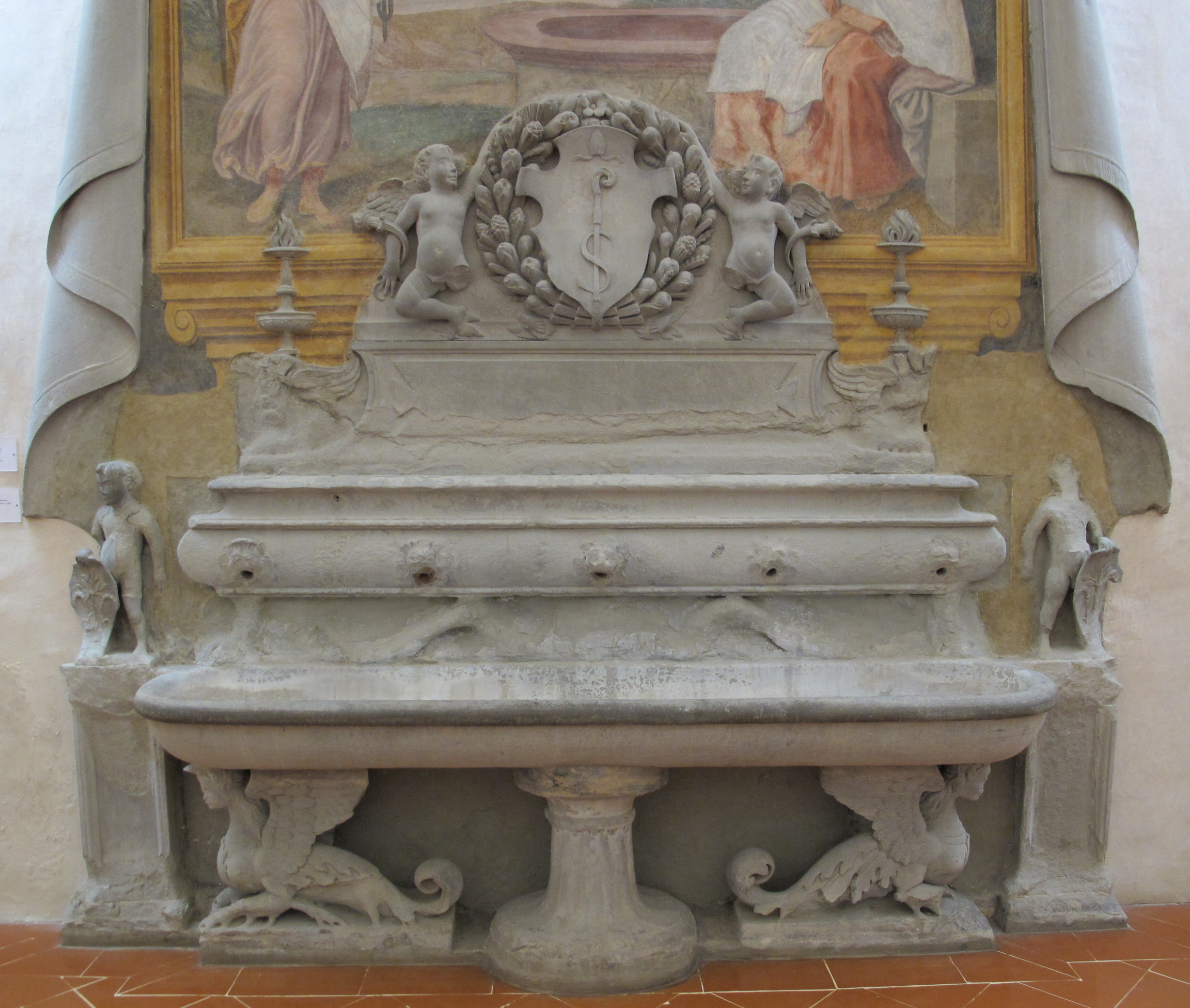
Le lavabo
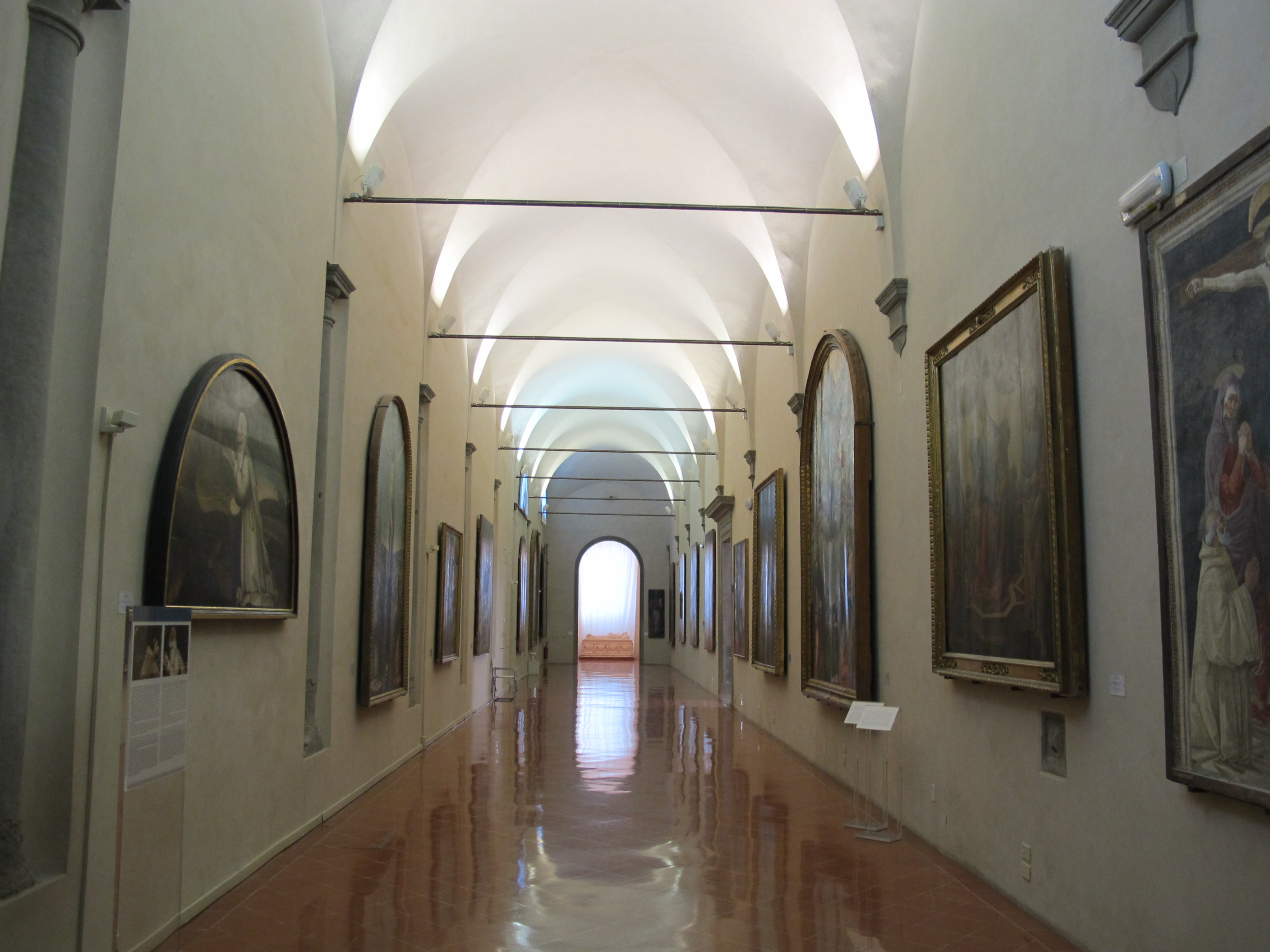
Galerie.
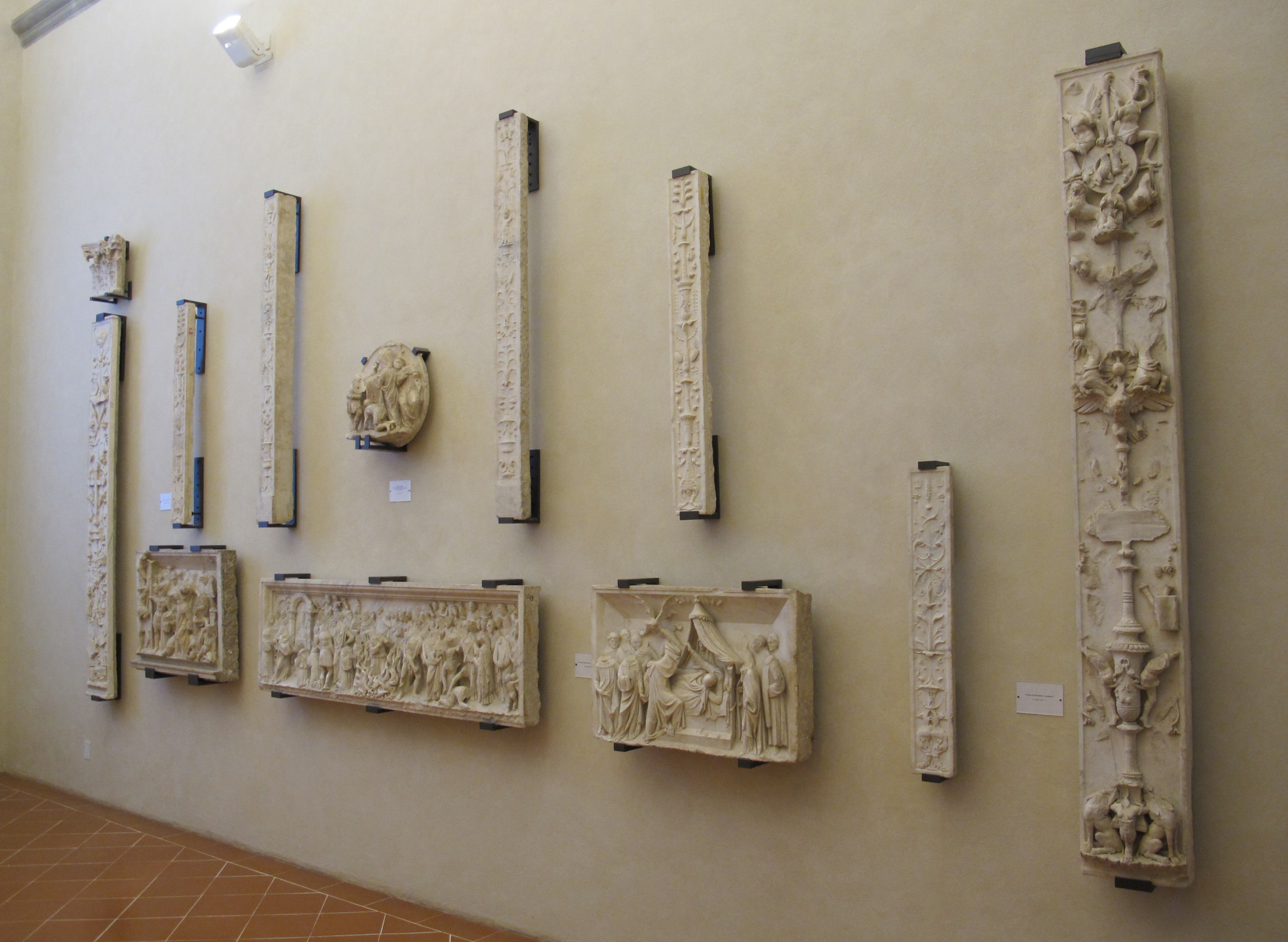
Fragments de la tombe de saint Jean Gualbert.
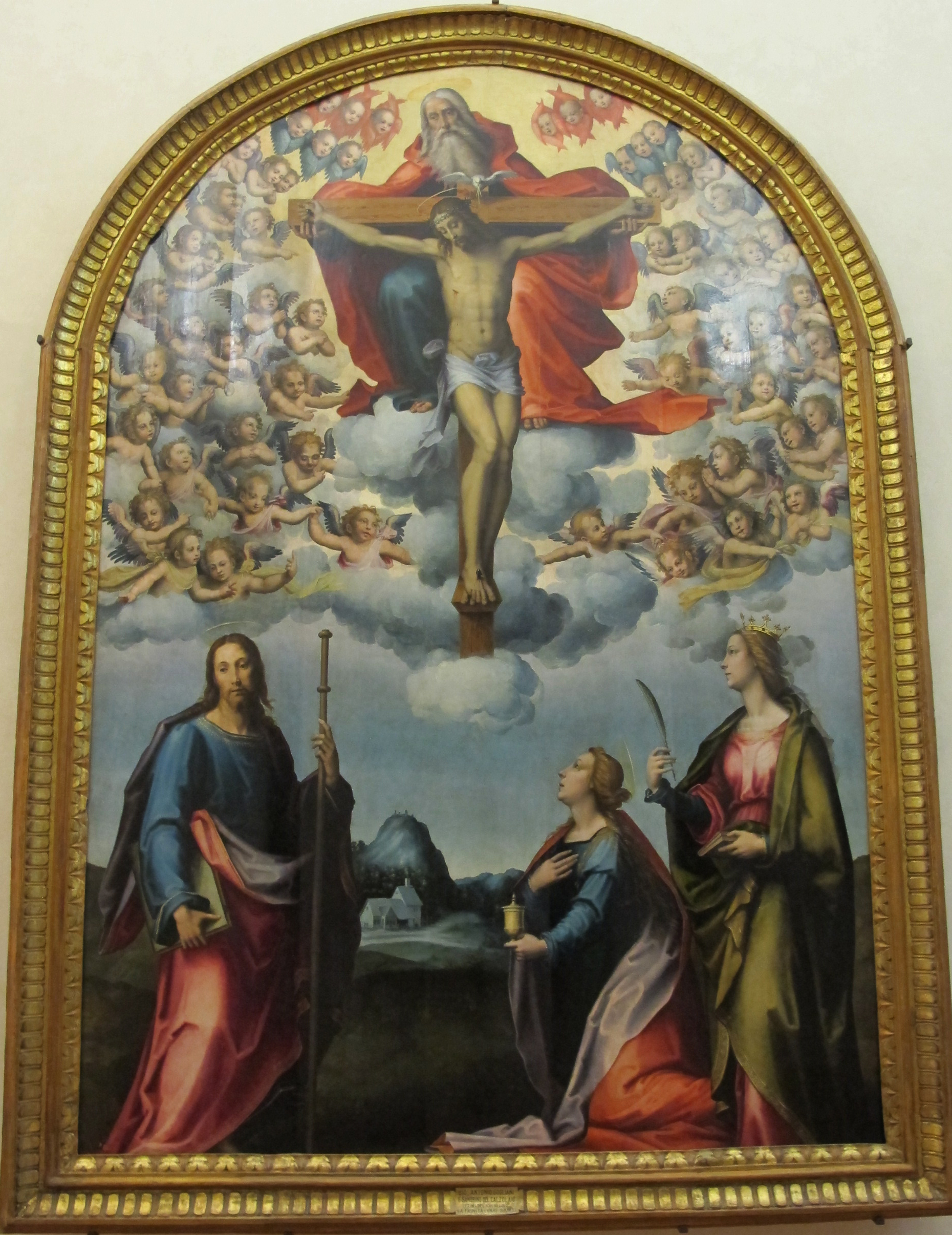
Tableau de Sogliani.